# Splash Beach
O Splash Beach é um parque aquático abandonado na cidade brasileira de Ribeirão Preto. O parque ocupava uma área de 113.740 mil metros quadrados, dos quais 30 mil eram de área verde com árvores nativas, frutíferas, flores e plantas ornamentais. O local está fechado desde 2008 e é alvo de disputa judicial.

## Histórico
O Splash Beach foi inaugurado em 2003 e funcionou até meados de 2008, quando fechou devido a problemas judiciais. Até o ano de 2006, o Splash Beach era o único parque aquático com piscina de ondas surfáveis da América Latina. Suas piscinas atraíam surfistas de renome internacional, tais como Peterson Rosa, Fábio Gouveia e Ricardo Toledo, Picuruta Salazar, Pedro Muller, Vagner Pupo, Guilherme Herdy e Ricardo Bocão.  No ano de 2005, o brasileiro Arno Anhelli quebrou o recorde mundial surfando ondas ao longo de uma session de sete horas ininterruptas, marcando 308 ondas surfadas em sequência na piscina do parque. Em 2017 o terreno do parque sofreu um incêndio de grandes proporções.